# Холич
Холич (слч. Holíč, мађ. Holics) град је у Словачкој, који се налази у оквиру Трнавског краја, где је у саставу округа Скалица.

## Географија
Холич је смештен у крајње западном делу државе, на самој граници са Чешком. Граница окружује град са запада. Главни град државе, Братислава, налази се 80 км јужно од града.
Рељеф: Холич се развио у словачком делу Панонске низије, на њеној крајњем северозападном ободу. Подручје око град је бреговито, на приближно 175 m надморске висине.
Клима: Клима у Холичу је умерено континентална.
Воде: Холич нема непосредан излаз на реку, али пар километара северозападно од града протиче погранична река Морава. Преко реке је чешки град Ходоњин.

## Историја
Људска насеља на овом простору датирају још из праисторије. Насеље под данашњим именом први пут се спомиње 108., као место насељено Словацима. Насеље је 1389. године добило градска права. Током следећих векова град је био у саставу Угарске као обласно трговиште.
Крајем 1918. Холич је постао део новоосноване Чехословачке. У време комунизма град је нагло индустријализован, па је дошло до наглог повећања становништва. После осамостаљења Словачке град је постао њено значајно средиште, али је дошло до привредних тешкоћа у време транзиције.

## Становништво
| Година:    | 1994.  | 2004.   | 2014.   | 2024.   |
| ---------- | ------ | ------- | ------- | ------- |
| Број људи: | 11 261 | 11 617  | 11 181  | 10 858  |
| Разлика:   |        | +3,16 % | -3,75 % | -2,88 % |

| Година:    | 2023.  | 2024.   |
| ---------- | ------ | ------- |
| Број људи: | 10 928 | 10 858  |
| Разлика:   |        | -0,64 % |

Данас Холич има око 11.000 становника и последњих година број становника стагнира.
Етнички састав: По попису из 2001. састав је следећи:
- Словаци - 93,8%,
- Чеси - 3,7%,
- Роми - 1,0%,
- Украјинци - 0,5%,
- остали.

Верски састав: По попису из 2001. састав је следећи:
- римокатолици - 66,4%,
- атеисти - 23,2%,
- лутерани - 6,0%,
- остали.

## Партнерски градови
- Ходоњин
- Холабрун

## Галерија
- Главни трг зими
- Римокатоличка црква
- Евангеличка црква
- Дворац у Холичу
- Река Морава између Холича и Ходоњина